# Sven Holmberg (skådespelare)
Sven Adolf Bernhard Holmberg, född 9 februari 1918 i Norrköpings Matteus församling, död 1 april 2003 i Gustav Vasa församling, Stockholm, var en svensk skådespelare och sångare.

## Biografi
Holmberg debuterade på scen som amatörskådespelare i småroller på Arbetareföreningens teater (Arbisteatern) i Norrköping. Han engagerades 1936 på Casino i Stockholm följt av Skansens friluftsteater 1937. Han medverkade i Klangerevyerna 1941–1949 och i Kar de Mummas revyer 1955–1965. Åren 1965–1980 var han engagerad vid Uppsala Stadsteater.
Sven Holmberg filmdebuterade 1938 i Gustaf Edgrens Styrman Karlssons flammor och kom att medverka i drygt 70-tal film- och TV-produktioner.
Hans revynummer Köp en tulpan ihop med Lars Ekborg har blivit en klassiker. På äldre dagar blev han känd för svenska folket som direktören Gustaf Öhman i TV-serien Varuhuset. Sven Holmberg är begravd på Sundbybergs begravningsplats.

## Filmografi
- 1938 – Styrman Karlssons flammor (film, 1938)
- 1941 – Landstormens lilla argbigga
- 1947 – 91:an Karlssons permis
- 1949 – Kärleken segrar
- 1950 – Påhittiga Johansson
- 1950 – Stjärnsmäll i Frukostklubben
- 1951 – Poker
- 1951 – Puck heter jag
- 1952 – Klasskamrater
- 1952 – Medan det ännu är tid
- 1953 – En skärgårdsnatt
- 1953 – Fartfeber
- 1953 – Göingehövdingen
- 1953 – Kungen av Dalarna
- 1953 – Ogift fader sökes
- 1953 – Skuggan
- 1954 – Aldrig med min kofot eller Drömtjuven
- 1954 – Karin Månsdotter
- 1954 – Taxi 13
- 1954 – Två sköna juveler
- 1955 – Bröderna Östermans bravader
- 1955 – Den glade skomakaren
- 1955 – Far och flyg
- 1955 – Flottans muntergökar
- 1955 – Hoppsan!
- 1955 – Janne Vängman och den stora kometen
- 1955 – Mord, lilla vän
- 1955 – Resa i natten
- 1955 – Stampen
- 1955 – Åsa-Nisse ordnar allt
- 1955 – Älskling på vågen
- 1956 – Johan på Snippen
- 1956 – Lille Fridolf och jag
- 1956 – Nattbarn
- 1956 – På heder och skoj
- 1956 – Rasmus, Pontus och Toker
- 1956 – Skorpan
- 1956 – Vi vill, vi kan, vi skall
- 1957 – Enslingen Johannes
- 1957 – Far till sol och vår
- 1957 – Vägen genom Skå
- 1957 – Åsa-Nisse i full fart
- 1958 – Fröken April
- 1958 – Kvinna i leopard
- 1958 – Åsa-Nisse i kronans kläder
- 1959 – Bara en kypare
- 1959 – Enslingen i blåsväder
- 1959 – Fröken Chic
- 1959 – Lejon på stan
- 1959 – Raggare!
- 1959 – Sängkammartjuven
- 1959 – Åsa-Nisse jubilerar
- 1960 – Tre önskningar
- 1961 – Pongo och de 101 dalmatinerna
- 1961 – Pärlemor
- 1962 – Halsduken (TV-serie)
- 1963 – Tre dar i buren
- 1963 – Sten Stensson kommer tillbaka
- 1963 – Svärdet i stenen
- 1963 – Villervalle i Söderhavet (TV-serie)
- 1964 – Blåjackor
- 1964 – Bröllopsbesvär
- 1966 – Nalle Puh på honungsjakt
- 1968 – Freddy klarar biffen
- 1968 – Nalle Puh och den stormiga dagen
- 1968 – Sarons ros och gubbarna i Knohult
- 1971 – Badjävlar
- 1973 – Emil och griseknoen
- 1973 – Kvartetten som sprängdes (TV-serie)
- 1974 – Kvarteret Oron (TV-serie)
- 1974 – Nalle Puh och den skuttande tigern
- 1975 – Tjocka släkten (TV-serie)
- 1976 – Engeln (TV-serie)
- 1978 – Hedebyborna (TV-serie)
- 1979 – Katitzi (TV-serie)
- 1979 – Hallå, det är från kronofogden
- 1980 – Räkan från Maxim
- 1981 – Skärp dig, älskling! (TV-serie)
- 1983 – Spanarna (TV-serie)
- 1983 – Raskenstam
- 1984 – Julstrul med Staffan & Bengt (TV-serie)
- 1984 – Träpatronerna (TV-serie)
- 1984 – Panik i butiken (TV-serie)
- 1985 – August Strindberg ett liv
- 1985 – Korset (TV-serie)
- 1986 – I lagens namn
- 1987–1988 – Varuhuset (TV-serie)

## Teater

### Roller (ej komplett)
| År   | Roll        | Produktion                                                                              | Regi             | Teater                    |
| ---- | ----------- | --------------------------------------------------------------------------------------- | ---------------- | ------------------------- |
| 1943 | Medverkande | Folkets hushåll, revy Harry Iseborg, Karl-Ewert, Fritz Gustaf Sundelöf, Gardar och Esse | Ragnar Klange    | Folkets hus teater        |
| 1955 | Medverkande | Flyttkalas, revy Kar de Mumma                                                           | Leif Amble-Naess | Folkan                    |
| 1960 | Medverkande | Slottstappning, revy Kar de Mumma                                                       | Leif Amble-Naess | Folkan                    |
| 1967 | Sjövall     | Ett resande teatersällskap August Blanche                                               | Per Ragnar       | Uppsala-Gävle Stadsteater |
| 1967 |             | Tango Sławomir Mrożek                                                                   | Ulf Fredriksson  | Uppsala-Gävle Stadsteater |
| 1968 |             | Idioten (Идиот, Idiot) Fjodor Dostojevskij                                              | Palle Granditsky | Uppsala-Gävle Stadsteater |
| 1975 |             | Prästkappan Sven Delblanc                                                               | Ulf Fredriksson  | Uppsala-Gävle Stadsteater |
| 1976 |             | Hemmet Kent Andersson och Bengt Bratt                                                   | Ulf Andrée       | Uppsala-Gävle Stadsteater |
| 1976 | Schultz     | Cabaret Fred Ebb och John Kander                                                        | Ritva Holmberg   | Uppsala-Gävle Stadsteater |
| 1978 | Malvolio    | Trettondagsafton William Shakespeare                                                    | Ulf Fredriksson  | Uppsala-Gävle Stadsteater |
| 1980 | Domaren     | Hoppla, vi lever! Ernst Toller                                                          | Fred Hjelm       | Stockholms stadsteater    |
| 1987 |             | Oj då!... en till?! Ray Cooney och Tony Hilton                                          | Chris Johnston   | Folkan                    |
| 1988 |             | Det stannar i familjen Ray Cooney                                                       | Brian Howard     | Folkan                    |